# Napoléon III
Napoléon III hay Napoléon Đệ tam, cũng được biết như Louis-Napoléon Bonaparte (tên đầy đủ là Charles Louis-Napoléon Bonaparte) (20 tháng 4 năm 1808 – 9 tháng 1 năm 1873) là tổng thống đầu tiên của nền cộng hòa Pháp và hoàng đế duy nhất của Đế chế Pháp thứ nhì. Napoléon III nắm quyền một cách khác thường, vừa là tổng thống danh nghĩa đầu tiên của Pháp, vừa là vị vua cuối cùng của Pháp.
Napoléon làm tổng thống từ năm 1848, đến 1852 thì xưng đế (Napoléon III). Thời gian cai trị của ông cho thấy những nỗ lực táo bạo của ông về ngoại giao, nhất là trong chiến tranh, phần lớn thất bại, đặc biệt là nỗ lực đưa một hoàng thân Áo lên làm hoàng đế México. Năm 1858, quân đội Pháp xâm lược Việt Nam, bắt đầu thời kì Pháp thuộc ở nước này. Cuối cùng, ông tuyên chiến với Phổ và bị thua tại trận Sedan năm 1871. Ông đã bị quân Phổ bắt sống, đế chế của ông hoàn toàn sụp đổ. Năm 1873, Napoléon chết tại Anh.

## Thân thế và thời niên thiếu
Louis-Napoléon Bonaparte sinh ngày 20/04/1808, là con trai thứ ba của Louis Napoléon Bonaparte (em trai của Napoléon I) với Hortense de Beauharnais (con gái riêng của bà Joséphine de Beauharnais – vợ đầu của Napoléon I). Như vậy, Napoleon III chính là cháu ruột của Napoleon I, vị hoàng đế sáng lập Đệ nhất đế chế Pháp. Vì là thành viên của gia tộc Bonaparte, ông được gọi là Hậu đế của Napoléon I; lúc rửa tội vợ chồng Hoàng đế đảm nhận là giáo phụ và giáo mẫu (cũng là bà ngoại ruột) của ông.
Năm 1815, Napoléon I lên ngôi vua lần thứ hai ở Paris, mở đầu "Triều đại 100 ngày". Một hôm, Louis-Napoléon theo mẹ đến cung điện Tuileries để gặp người bác ruột. Hoàng đế đã bế ông đến trước cửa sổ để ngắm quân đội duyệt binh trên quảng trường Carrosel. Sau trận Waterloo năm 1815, gia đình Bonaparte bị lưu đày, ông theo mẹ sống lưu vong ở nước ngoài. Vào tháng 7-1817, phu nhân Hortense mua điền trang và biệt thự ở Alongnabegger (nay thuộc bang Thurgovie, Thụy Sĩ). Tại đây, ông học trung học và dự bị đại học.
Đầu năm 1831, ông tham gia cuộc khởi nghĩa của nhân dân ở miền Trung Italia chống lại Giáo hoàng và quân đội đế quốc Áo đồn trú tại đây. Sau khi thất bại, ông và mẹ sang Anh tị nạn. Ngày 5-5-1831, Paris tổ chức long trọng lễ tưởng niệm 10 năm tạ thế của Hoàng đế Napoléon I, giúp ông có lòng tin sẽ khôi phục đế chế mà bác ông đã cất công gây dựng.
Tháng 4-1832, ông nhập quốc tịch Thụy Sĩ. Tháng 7 năm đó, con của Napoléon I là Napoléon II đột ngột qua đời ở tuổi 22. Từ đó, ông tự nhận là người thừa kế hợp pháp đế nghiệp của ông bác.

## Nổi lên giành quyền lực

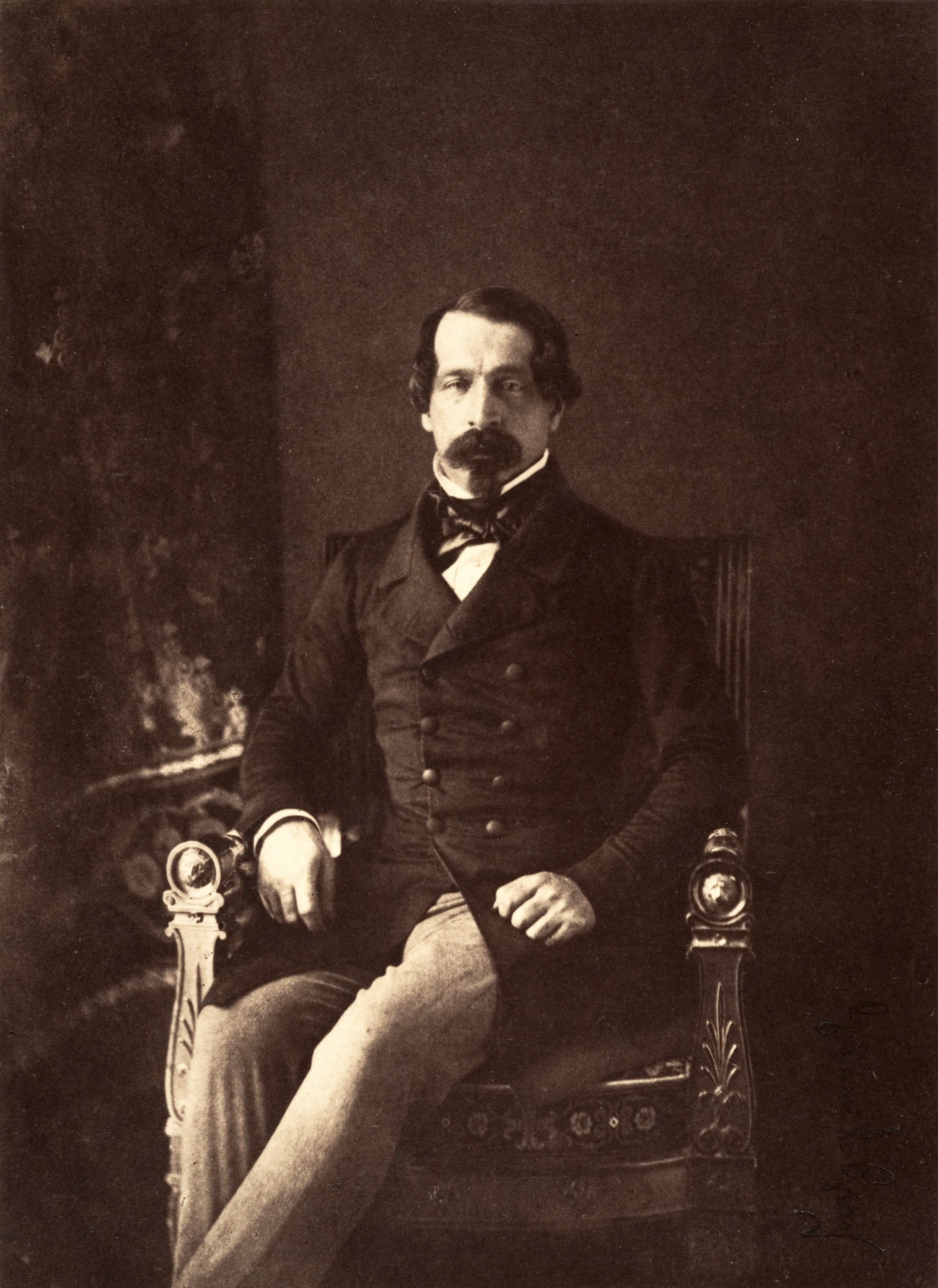
Ảnh chụp Louis-Napoléon Bonaparte vào năm 1852 của Gustave Le Gray

Sau khi Napoleon I và gia đình bị trục xuất khỏi Pháp, vua Louis XVIII được phục vị một lần nữa. Chàng thanh niên Louis-Napoléon luôn khao khát trở về Pháp với tư cách một nhà lãnh đạo vĩ đại như người bác ruột quá cố.
Năm 1836, nhân lúc tình hình chính trị của Quân chủ Tháng Bảy đang lung lay, ông lôi kéo các quân nhân của phái Bonaparte tổ chức đoàn thể bí mật. Ngày 30-10 năm đó, nhờ sự hậu thuẫn của đoàn trưởng pháo binh Strasbourg, ông đã diễn thuyết kêu gọi lật đổ Vương triều Tháng Bảy, ủng hộ ông làm vua. Nhưng sự việc thất bại, Louis-Napoléon bị đày sang Hoa Kỳ.
Tháng 10-1838, ông bỏ trốn đến London. Ngày 5-8-1840, ông dẫn 56 người bạn vượt qua eo biển Manche đến Boulogne. Tại đây, họ diễn thuyết trước quân đội địa phương, hứa hẹn ban thưởng tiền bạc, tấn phong chức tước và trao tặng huân chương cho binh lính để phát động họ nổi loạn, nhưng lại một lần nữa bị thất bại. Lần này, Louis-Napoléon bị tuyên án tử hình, tạm giam ở lâu đài Ham.
Tháng 5-1846, sau 6 năm bị giam, Louis-Napoléon đội tóc giả, trà trộn vào một nhóm thợ sửa chữa trốn ra khỏi lâu đài Ham, sang London. Năm 1848, sau khi Cách mạng Tháng Hai bùng nổ, ông trở về Paris, tỏ ý muốn tham gia Chính phủ lâm thời, nhưng bị từ chối, nên ông quay về London. Tháng 4, ông mạo xưng là công dân Anh để được tuyển làm cảnh sát đặc biệt ở London, tham gia đàn áp các cuộc biểu tình của phái Hiến chương.
Ngày 10-12-1848, nước Pháp tổ chức bầu cử tổng thống. Ứng viên Cavaignac từng tàn sát dã man những người khởi nghĩa Tháng Sáu làm mọi người khinh bỉ. Louis-Napoléon nhờ sự ủng hộ của giai cấp nông dân, đã giành được 75% tổng số phiếu bầu và trở thành tổng thống.
Một thời gian sau khi lên làm Tổng thống, Louis-Napoléon có tham vọng tái lập đế chế. Tháng 9-1-1844, ông tổ chức "Hội Tháng Chạp" gồm những tên lưu manh côn đồ, khi ông đi tuần tra, những người này được hóa trang sẵn thành quần chúng hô to: "Hoàng đế muôn năm!", nhằm tạo ra cái gọi là ý dân ủng hộ ông xưng đế. Louis Bonaparte đặc biệt chú ý đến việc khống chế quân đội. Nhân dịp duyệt binh, ông khoản đãi các quân nhân; mua chuộc họ bằng các loại rượu vang, xúc xích và thuốc lá hảo hạng,...
Ngày 2-12-1851, Louis-Napoléon điều động hơn 20 000 quân chiếm Paris, giải tán Quốc hội lập hiến và bắt giam tất cả các Nghị viên chống đối ông ta. Ngày 2-12-1852, Louis-Napoléon tự xưng làm Hoàng đế Napoléon III. Nền Cộng hòa Pháp thứ hai được thay thế bằng đệ nhị Đế chế Pháp, giống hệt những gì mà bác ông đã làm gần 50 năm trước đó.

## Cai trị

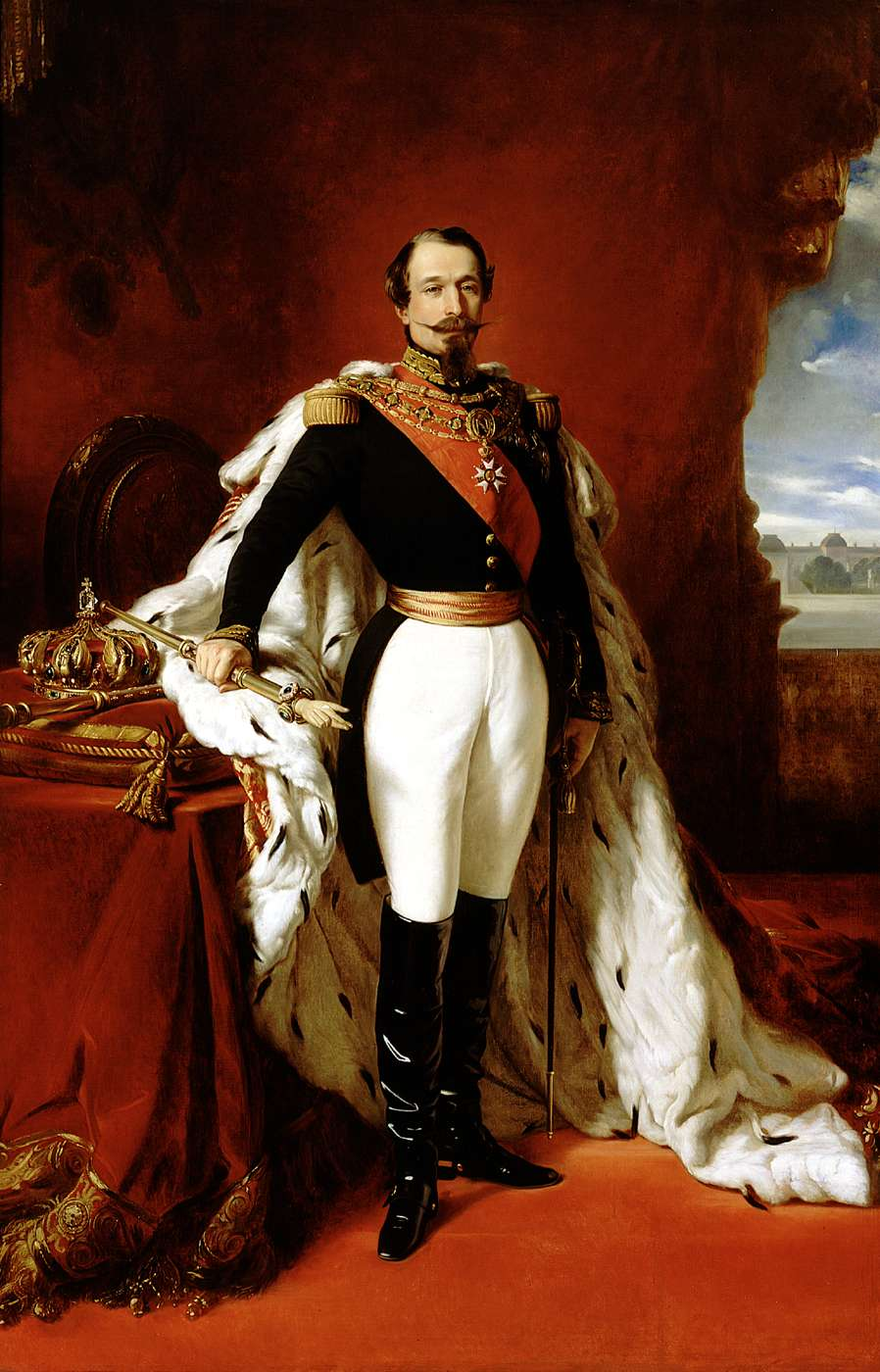
Napoleon III vào năm 1855

Sau khi lên ngôi, Napoleon III nắm trọn các quyền hành chính, lập pháp và tư pháp. Ông thường giải quyết những việc quan trọng thông qua các người thân cận theo hầu riêng ông và phái phe quân sự theo dõi, giám sát các quan chức để mật báo tình hình. Ông xây dựng bộ máy nhà nước quan liêu cồng kềnh mang tính chất quân phiệt; ông mở rộng quân đội từ 400 000 lên tới 600 000 quân, còn xây dựng mạng lưới mật vụ giám sát chặt chẽ mọi hành vi của các quan chức. Ông nghiêm cấm các hoạt động xuất bản, mít-tinh, tự do lập hội, xóa bỏ các câu lạc bộ có tính chất chính trị,... Một chủ xưởng chỉ vì sơn cửa màu đỏ mà bị cảnh sát truy cứu hình sự. Napoleon III có quan điểm cơ hội về tôn giáo. Ông lợi dụng giáo hội Công giáo làm công cụ tinh thần để cai trị nhân dân. Dự toán chi phí về tôn giáo năm 1868 chiếm 20 lần dự toán kinh phí cho giáo dục. Đến những năm cuối của đế chế, trong 730 người dân thì có 1 giáo sĩ; số giáo sĩ lên tới hàng vạn đã khống chế trường học, các cơ quan tố tụng, cả ở thành thị và nông thôn, bị mọi người chán ghét gọi họ là Tên ăn cắp mặc áo đen". Những hành động ngang ngược của ông đã khiến giai cấp tư sản và nhân dân vô cùng bất mãn.
Trong năm đầu của Đế chế, nhiều vụ ám sát Hoàng đế đã xảy ra. Tháng 1 năm 1858, 4 người yêu nước Italia, do Felice Orsini chỉ huy, đã dùng đánh bom chiếc xe ngựa mà ông ta đang ngồi, suýt nữa thì Hoàng đế mất mạng. Đứng trước sự bất mãn và chống đối, từ năm 1859, ông thay đổi sách lược chính trị, thực hiện một số biện pháp nhượng bộ về quyền tự do dân chủ, tuyên bố đại xá,... Nhưng "tự do hóa" không phải là ý vốn có của ông. Ông công khai nói: "Trong Chính phủ của Trẫm, bất kể người nào đều không thể vạch kế hoạch cho ta... Một chiếc mũ không thể có hai cái đầu cùng đội". Có thể thấy nhượng bộ chỉ là một sự lừa gạt.

## Các chính sách lớn dưới thời đệ nhị đế chế

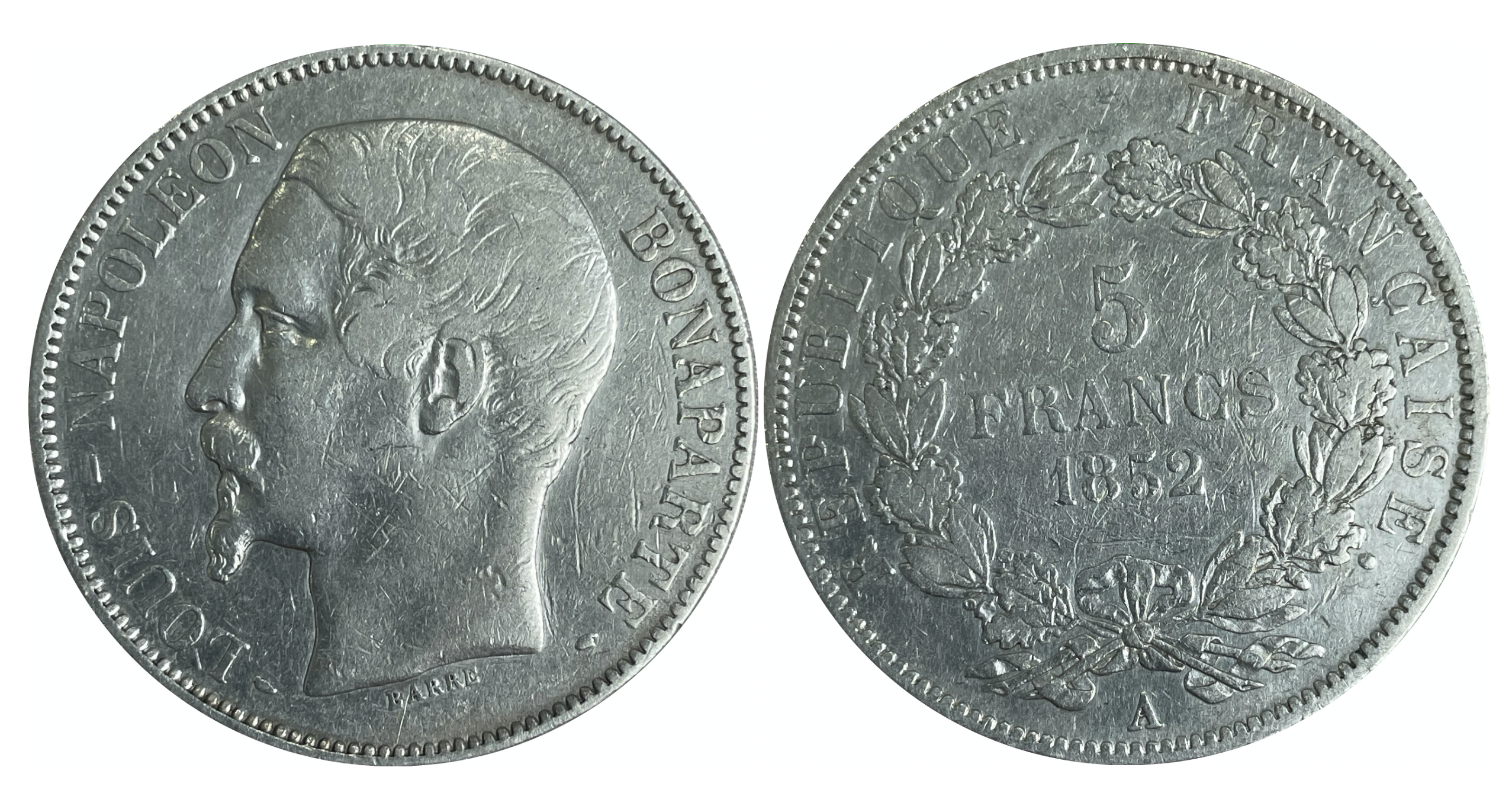
Xu bạc: 5 franc, được đúc năm 1852 dưới thời Napoleon còn là Tổng thống Đệ Nhị Cộng hòa Pháp

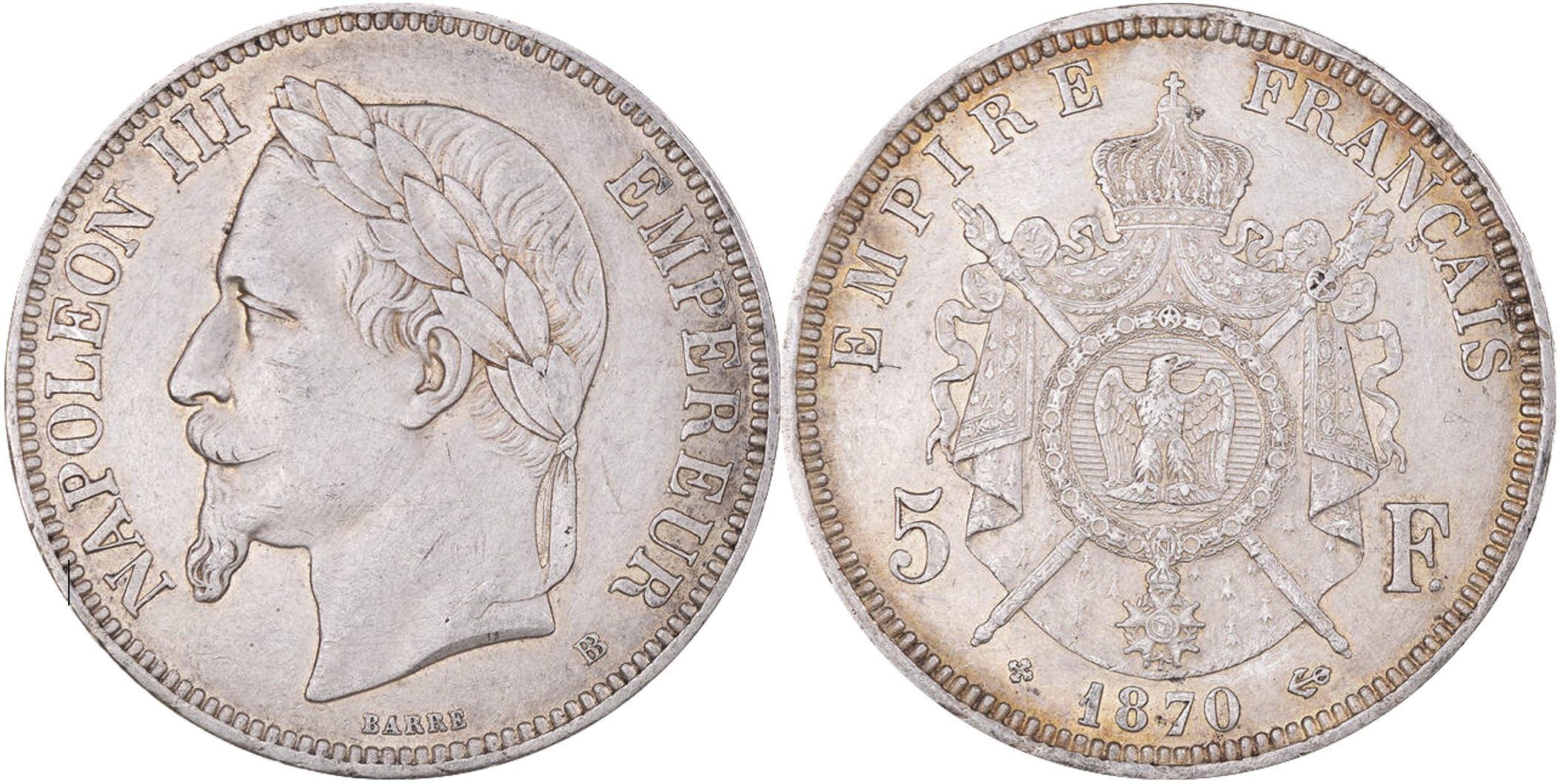
Xu bạc: 5 franc, được đúc năm 1870, là năm cuối cùng Napoleon III trên ngai vàng Đệ Nhị Đế chế Pháp

Napoléon III coi trọng xây dựng kinh tế, đặc biệt chú ý phát triển giao thông vận tải, đường sắt, đường bộ, đường sông và đường biển vào thời kỳ này được phát triển mạnh, tổng số chiều dài đường sắt từ 3.000 km năm 1851 thì đến năm 1869 phát triển đến hơn 16.000 km, lượng vận tải hàng hóa tăng lên lớp 10 lần, mạng lưới đường sắt toàn quốc bước đầu được hình thành. Paris trở thành một trong những đầu mối giao thông lớn nhất trên thế giới. Ngân hàng được thành lập nhộn nhịp: Ngân hàng tín dụng ruộng đất, Ngân hàng tín dụng động sản, Ngân hàng quốc gia, Ngân hàng tín dụng Lyon, v.v... được thành lập. Ngành kim hoàn và vốn tín dụng lãi suất cao được ưu tiên phát triển, 183 nhà tài phiệt lớn bắt đầu khống chế nước Pháp. Charles de Morny, người em cùng mẹ khác cha của Hoàng đế, là nhà đầu cơ vàng bạc lớn. Thời gian này chủ nghĩa tư bản Pháp phát triển nhanh chóng, đã hoàn thành được cuộc cách mạng công nghiệp. Sản xuất trong 20 năm tăng khoảng 2 lần, tổng giá trị hàng hóa xuất nhập khẩu từ 2,6 tỉ franc tăng lên 8 tỉ franc. Các thành quả phát minh kỹ thuật có rất nhiều, chỉ riêng từ năm 1865 đến năm 1869 đã cấp 22.000 giấy chứng nhận phát minh. Ông chủ trương Nhà nước can thiệp vào kinh tế. Năm 1860 ký điều ước thông thương quan thuế với nước Anh, vì vậy phần lớn than, sắt, máy móc và các hàng dệt tràn vào nước Pháp, dẫn tới tình trạng các nhà tư bản ngành dệt và tư bản ngành luyện kim phản đối kịch liệt. Tuy vậy, điều này đã kích thích sự tăng trưởng kinh tế của nước Pháp, tạo điều kiện cho Pháp gia nhập nền kinh tế thị trường, gia tăng sức cạnh tranh. Hoàng đế hết sức coi trọng việc xây dựng các công trình văn hóa và kinh tế Paris. Năm 1853, ông ủy nhiệm cho Georges-Eugene Haussmann chủ trì việc xây dựng lại Paris theo mẫu do đích thân Hoàng đế thiết kế. Công trình này kéo dài suốt 17 năm. Các tầng nhà cao vút, nổi bật cùng với các đại lộ cây xanh, các cửa hàng buôn bán, rạp hát, các đài phun nước, khiến Paris trở thành nổi tiếng là thành Phố cây xanh của thế giới. Những thành tựu kinh tế của Đế chế tuy làm cho mức sống bình quân của nước Pháp trong thời gian đó có được nâng cao đôi chút, nhưng chưa làm cho đời sống của tất cả mọi người được cải thiện. Theo ước tính của Ôxman, năm 1862, Paris có 70% người chết không để lại bất kỳ một di sản nào, thậm chí ngay cả chi phí chôn cất cũng không có. Nhưng giai cấp tư sản đặc biệt là giai cấp tư sản tài chính lớn, lại phát tài to. Hoàng tộc đứng đầu là Hoàng đế và cung đình khôn khéo cướp đoạt, họ sống một cuộc sống cực kỳ xa hoa. Hoàng đế mỗi năm được hưởng tới 2,5 triệu franc, và còn có 7 triệu Franc tiền thu nhập về đất sản xuất của Hoàng gia. Hoàng hậu mỗi năm số tiền tiêu vặt cũng lên tới 120 vạn franc mà lương công nhân năm cao nhất chỉ có xấp xỉ 5.000 franc. Hoàng đế, ngoài thời gian từ tháng 12 hàng năm đến tháng 4 năm sau tại Paris ra, còn lại đều đi du ngoạn giải trí ở các nơi danh lam thắng cảnh: tháng 5 ở Saint Cloud, tháng 6, 7 ở Fontainebleau, tháng 8 đi Plombières hoặc Vans, tháng 9 đến Biarritz bên bờ biển, cuối tháng 10 trở về. Sau khi ở đây thời gian ngắn, ngày 15-11 đi Compiègne để săn bắn, hầu như năm nào cũng như vậy. Hoàng cung nhiều lần tổ chức vũ hội, các khách khứa phải mặc quần sóc, váy đầm và đi bít tất dài quân nhân phải mặc lễ phục quân đội. Còn trên vũ hội hóa trang, trang phục các thời kỳ lịch sử của các nước đều để hở mặt, các quý bà mặc một bộ lễ phục ban đêm, trị giá bằng tiền chi tiêu 2 năm của một gia đình bình dân.

## Các cuộc chiến tranh thời Napoleon III
Sau khi Napoléon III xưng đế, chiến tranh bên ngoài luôn luôn xảy ra. Tháng 3 năm 1854, nhân dịp chiến tranh Nga – Thổ, ông ta liên hợp với nước Anh, tuyên chiến với Nga. Ngày 17 tháng 8, ông ra lệnh cho Hạm đội lên liên hợp Pháp - Anh tiến vào Sevastopol, chiến tranh Krym mở rộng. Trong trận vây hãm thành Sevastopol gần một năm, quân Pháp chết trận, chết bệnh tật lên tới gần 10 vạn người, hao tiền tốn của lên tới hàng trăm vạn franc. Ngày 10 tháng 9 năm 1855, liên quân Pháp – Anh tiến đánh Sevastopol. Thắng lợi của chiến tranh lần này đã khôi phục được địa vị bá chủ châu Âu của Pháp. Ngôi Hoàng đế của Napoléon III được củng cố. Năm 1853, ông ta phái binh đi đánh chiếm đảo Nouvelle-Calédonie, biến đảo này thành thuộc địa của Pháp. Ông còn phái binh đi chinh phục Algérie, làm cho Algérie trở thành "con bò sữa" của nước Pháp. Tháng 7 năm 1858, lấy danh nghĩa giúp Italia thống nhất, Napoléon III đã mời Camillo Benso, Bá tước xứ Cavour, Thủ tướng Vương quốc Sardegna, vương quốc mạnh nhất của Italia, bí mật thăm Pháp để bàn biện pháp đối phó với chiến tranh Áo. Ngày 26 tháng 1 năm 1859 Pháp và Sardegna thành lập Đồng minh chống Áo. Tháng 5 năm 1859, Napoléon III dẫn quân vào Italia đánh Áo. Nhưng nhân lúc liên minh Pháp - Sardegna đánh bại quân Áo, ông lại đột nhiên ngừng chiến. Tháng 7, một mình Pháp hòa ước với Hoàng đế Áo. Sự thống nhất Italia vì thế mà bị chết yểu, còn ông lại từ vụ Italia được trả "thù lao" bằng hai nơi là Nice và Savoie.

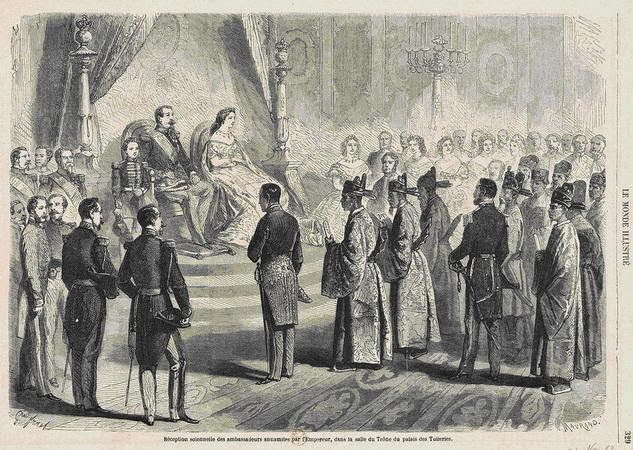
Đoàn sứ thần Phan Thanh Giản tiếp kiến Pháp hoàng Napoleon III để xin chuộc lại 3 tỉnh miền Đông Nam Kỳ

Ở châu Á, Napoleon III xâm lược Nam Kỳ, Campuchia và còn phái quân đi cùng quân đội nhà Thanh (Trung Quốc) đàn áp cuộc khởi nghĩa "Hội tiểu đao" ở Thượng Hải. Sau Chiến tranh Nha phiến, quân Pháp lại xâm phạm Trung Quốc. Tháng 10 năm 1860, quân Pháp xâm nhập Bắc Kinh, cùng quân Anh cướp bóc đốt cháy vườn Viên Minh. Sự mạo hiểm quân sự lớn nhất của Napoléon III là cuộc viễn chinh ở México. Đầu năm 1862, ông ta cử tướng François Achille Bazaine thống lĩnh mấy vạn quân tiến vào nước này. Tháng 6 năm sau, đánh chiếm thủ đô của México. Cuộc viễn chinh ở México thất bại đã làm tăng thêm sự mâu thuẫn sâu sắc trong nước.

### Chiến tranh Pháp-Phổ
Để làm dịu nguy cơ trong nước, ông đã tranh chấp quyền bá chủ châu Âu với Phổ. Ngày 19-7-1870, Napoléon III tuyên chiến với Phổ. Hoàng hậu Eugénie chấp chính ở Paris. Napoléon III tự làm thống soái toàn quân, ngày 28-7, ông ta đưa Hoàng thái tử thân chinh ra trận. Napoléon III nói khoác lác là Pháp có thể chuẩn bị chiến tranh tốt, sớm trước 10 ngày so với Phổ, nhưng đến khi kiểm tra quân đội mới thấy quân Pháp bố trí không tốt, phối hợp không linh hoạt, trang bị rất kém. Thượng tuần tháng 8, quân Pháp liên tiếp thất bại. Ông ta định trốn về Paris, sau khi gặp phải sự cự tuyệt của Hoàng hậu Eugénie, ông đành giao cho Thống chế MacMahon làm thống soái và ở lại cùng quân đội. Mặt trận không giành được thắng lợi, đã làm cho chính quyền Paris dao động. Ngày 9 tháng -8, Eugénie buộc Nội các Ollivier từ chức, để tổ chức Nội các thời chiến đứng đầu là Bá tước Charles Cousin-Montauban. Các quyết sách chiến lược của Bộ Lục quân và ý đồ tác chiến của các tướng lĩnh về mặt trận cách nhau rất xa, điều đó đã dẫn đến hệ thống chỉ huy quân sự hỗn loạn. Quân Phổ thừa cơ từng bước bám sát quân Pháp mà đánh. Ngày 30 tháng 10, đại quân của MacMahon bị quân Phổ bao vây ở Sedan. Quân Pháp tự chống trả kịch liệt, nhưng bị động nên thất bại. Chiều ngày mồng 1 tháng 9, Napoléon III trong thế tuyệt vọng đã ra lệnh đầu hàng. Ngày hôm sau, Hoàng đế bị bắt làm tù binh. Ngày 4 tháng 9, Paris nổ ra Cách mạng lật đổ đế chế thứ II lập nên nền cộng hòa, lịch sử gọi là nền cộng hòa thứ III. Hoàng hậu Eugénie hoảng sợ bỏ trốn sang Anh.

## Những năm tháng cuối đời

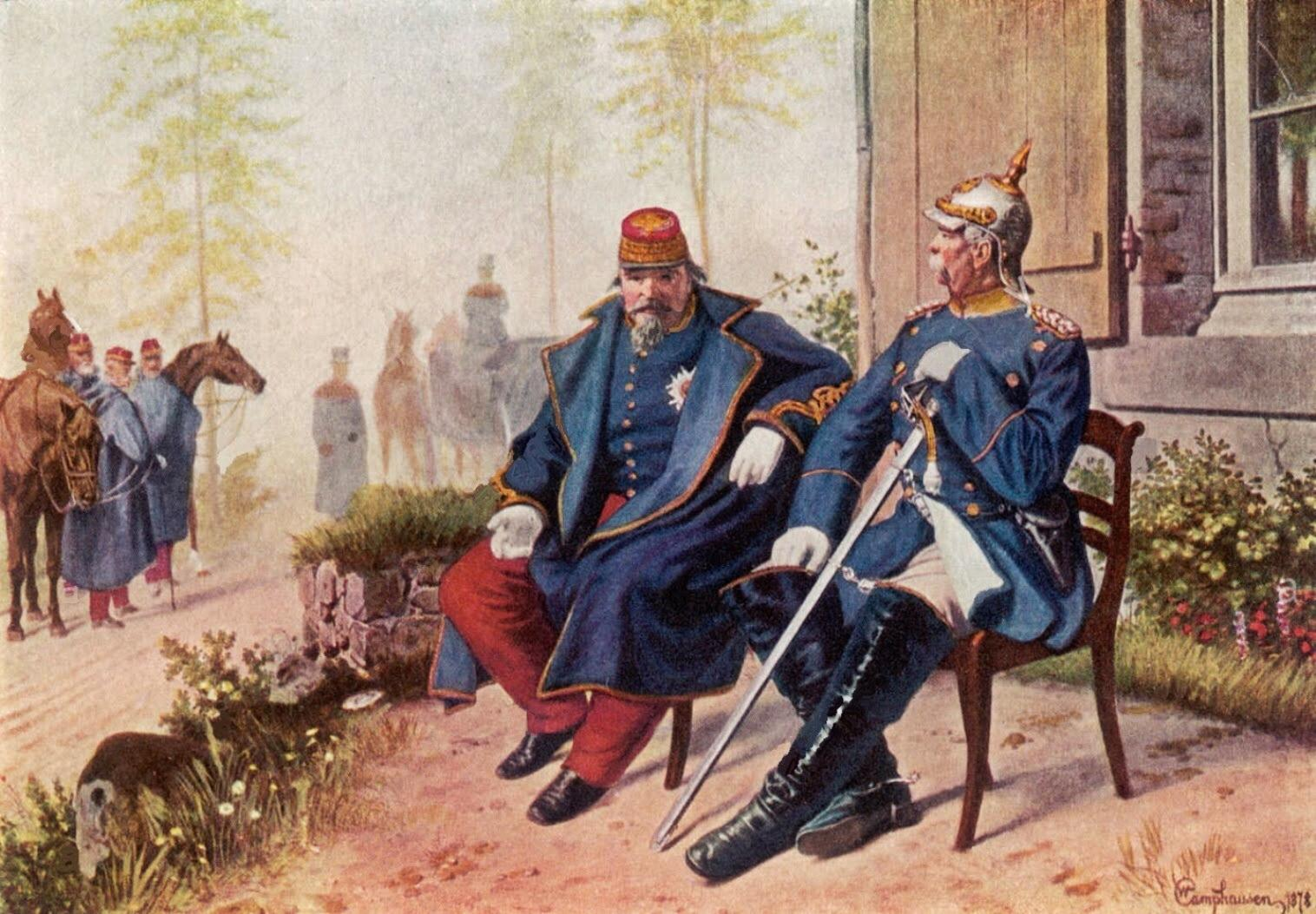
Napoleon III và Bismarck nói chuyện sau khi Napoleon bị bắt tại Trận Sedan, của Wilhelm Camphausen

Từ tháng 9 năm 1870 đến tháng 3 năm 1871, Napoléon III bị giam lỏng trong một tòa biệt thự tại vùng Wilhelmshöhe, gần Kassel, Đức. Thời gian này, ông nhiều lần cử người đàm phán ký kết hòa ước với Thủ tướng Đức Bismarck và khôi phục quan hệ với đế chế. Vì Bismarck đòi giá rất cao, mà tình thế của Pháp lại không chịu sự điều khiển của Napoléon III. Vì thế, ý đồ của Napoleon III cuối cùng bị phá sản.

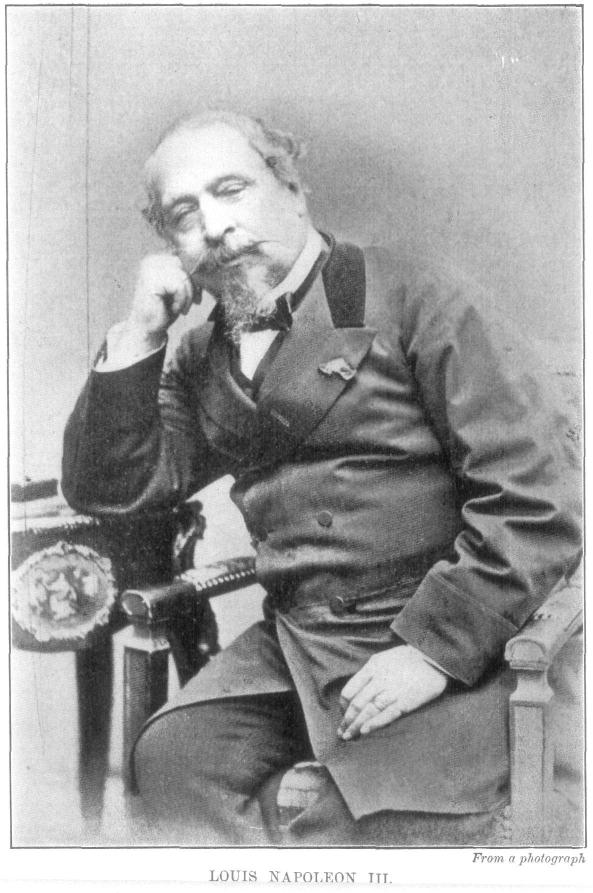
Bức ảnh cuối cùng của Napoleon III vào năm 1872

Ngày 19 tháng 3 năm 1871, ông được nước Đức phóng thích, ngày hôm sau, ông đến Anh, ông về Chislehurst gặp mặt vợ và con đã đến đây trước đó. Từ đấy Napoleon III ở ẩn tại đây, ngày 9 tháng 1 năm 1873, ông bị bệnh rồi qua đời.

## Thông tin bên lề
Khi còn đương vị, Napoleon III đã nảy ra một ý thích kỳ quái là cần phải có một chiếc vương miện làm bằng kim loại còn quý hơn cả vàng với ngọc. Với sự giúp đỡ của các nhà hóa học Pháp lúc đó, nguyên tố này đã được tìm ra. Đó chính là nhôm. Điều này không có gì là lạ vì nhôm là một trong các nguyên tố kim loại có hàm lượng lớn nhất trên Trái Đất (8.8%). Tuy vậy, con người biết cách luyện nhôm khá muộn. Nếu như sắt được luyện từ rất lâu thì mãi tới năm 1827, nhà vật lý người Đan Mạch Hans Christian Ørsted mới làm được việc là đẩy được nhôm nguyên chất ra khỏi Chloride nhôm nhờ Kali. Trong vòng 60 năm sau đó, nhôm vẫn là kim loại quý vì không có cách gì tăng được sản lượng của nhôm. Sau đó, Napoleon III đã kiêu hãnh đội vương miện bằng nhôm thay cho vàng bạc châu báu.
Ban đầu, Napoleon đã đính hôn với người em họ đời đầu của mình là Mathilde Bonaparte, con gái của Jérôme Bonaparte và Katharina của Württemberg, nhưng sau sự kiện ông vượt Eo biển Manche từ Vương quốc Anh trở về Đệ Nhị Cộng hòa Pháp và diễn thuyết trước quân đội địa phương, ông bị tuyên án tử hình và tạm giam ở lâu đài Ham, nên hôn ước giữa hai người đã bị bãi bỏ. Mathilda đã kết hôn với một quý tộc giàu có Toscana gốc Nga là Anatoly Nikolaievich Demidov, Thân vương thứ nhất xứ San Donato vào năm 1840.

## Hậu duệ

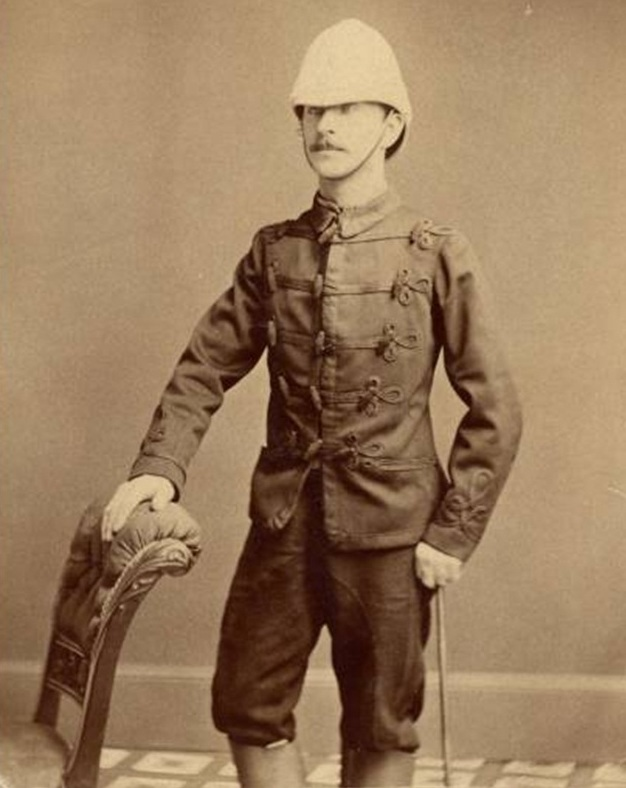
Napoleón Eugène ở Nam Phi

Ông chỉ có với Hoàng hậu Eugénie một người con trai duy nhất là Napoléon Eugène Louis Jean Joseph Bonaparte (16 tháng 3 năm 1856 – 1 tháng 6 năm 1879), còn được gọi là Louis-Napoléon. Sau khi ông bị truất ngôi vào năm 1870, hoàng tử Napoleon Eugène chuyển đến Anh cùng gia đình. Ở Anh, ông được đào tạo để trở thành sĩ quan của Quân đội Anh. Mong muốn được phiêu lưu và hành động, ông đã thuyết phục người Anh cho phép ông tham gia Chiến tranh Anh-Zulu. Năm 1879, khi đang phục vụ trong lực lượng Anh, ông đã thiệt mạng trong một cuộc giao tranh với một nhóm người Zulu khi chỉ mới 23 tuổi. Cái chết của ông đã gây ra chấn động khắp châu Âu, vì ông là hy vọng cuối cùng của triều đại để khôi phục lại ngai vàng của Nhà Bonaparte ở Pháp.